# Вилијам Мејкпис Текери
Вилијам Макпис Такери (енгл. William Makepeace Thackeray; Калкута, 18. јул 1811 — Лондон, 24. децембар 1863) био је познати енглески књижевник епохе реализма. Добро познајући више кругове енглеског друштва, развио се у једног од најистакнутијих сатиричара 19. века који не шкртари на сатири и сарказму. Под утицајем просветитеља из 18. века, веровао је у поучно-етичку поруку књижевног дела, па је у својим романима приказујући читаву галерију ликова и њихове сложене међусобне односе, исмејавао мане савременика.
Првобитно је сарађивао у часописима и под псеудонимима објављивао есеје, сатире и романе у наставцима. Светску славу донео му је роман „Вашар таштине“ с допунским насловом — роман без главног јунака, који је у наставцима излазио 1847. и 1848. У том књижевном ремек-делу Такери је епским замахом сатирички приказао друштвене прилике и све важније представнике енглеског грађанског и аристократског друштва.

## Дела
- „Вашар таштине“
- „Књига о снобовима“
- „Вирџинијанци“
- „Четири Џорџа“